# 슬레이브강

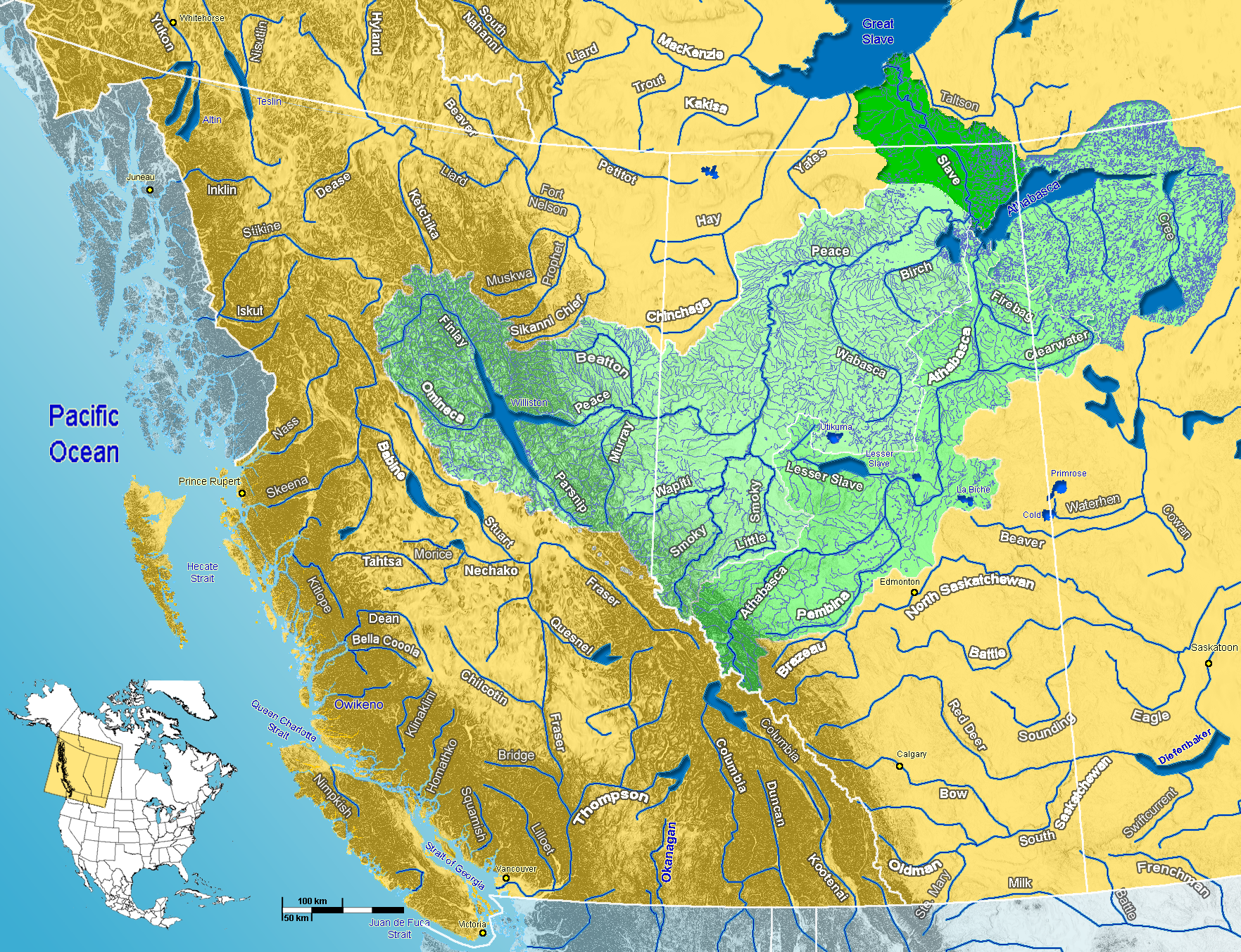
슬레이브강 유역 (진한 초록색)

슬레이브강(Slave River)은 캐나다 서부의 서스캐처원주와 노스웨스트 준주에 걸친 강으로, 로키산맥에서 발원한 피스강이 애서배스카호에서 흘러나온 짧은 로셰르 강(Rivière des Rochers)과 합류하는 피스-애서배스카 삼각주(Peace-Athabasca Delta)에서 시작하여 그레이트슬레이브호로 흘러들어간다. 이 지역 원주민인 데네인의 일파인 슬레이비족(Slavey)에서 이름을 따왔는데, 나중에 치퍼와이언족(Chipewyan)이 이들을 대체했다. 노스웨스트 준주 측 강기슭에 포트스미스(Fort Smith)라는 마을이 있다.